# Сальваторе Гарау
Сальваторе Гарау (італ. Salvatore Garau; 3 листопада 1953, Santa Giusta) — італійський художник і артист. Його роботи часто охоплюють теми, такі як захист навколишнього середовища та соціальна етика.

## Ринок мистецтв
Його підпис вже є мистецьким твором. На аукціоні Art-Rite у Мілані у 2021 році твір Сальваторе Гарау Davant teu (In front of you, 2021), простий підписаний аркуш формату A4, був проданий за 27,120.00 євро плюс витрати на аукціон.

## Стиль
Розглядаючи роботи Сальваторе Гарау, виникає відчуття, ніби стоїш на березі широкої та могутньої річки, поверхня якої лагідно пеститься ніжним вітерцем, а її маленькі хвилі та вирії виблискують сріблястим світлом. Відчувається певна урочистість, сила, серйозність, а водночас і звільнення, ейфорія, життєва сила, щось, пов'язане з почуттям безмежності. Тут відкривається величезна сцена, безмежний горизонт, сцена, де очікується, що відбудеться щось велике, вражаюче. Космічний характер образного світу Сальваторе Гарау, цей емоційний універсалізм, пов'язує його естетику з традицією романтизму. Контраст між малим і величезним викликає як трагічні, так і героїчні відчуття: відчуття покинутості, безпорадності, а водночас і опору, сили, звільнення. Цей монументалізм породжує театральний аспект, що перетворює зображення на сцену. Світлові ефекти, рухи, широкий горизонт, який веде до безкінечності, драматургія сталих, стабільних і рухомих, підвішених, плавучих елементів створюють разом великий універсальний театр.

## Критичний аналіз
Творчість Сальваторе Гарау становить епістемологічний злам, радикальне зсування онтологічних та семіотичних координат, які визначали візуальне мистецтво від XX століття донині. Йдеться не про подолання живопису, а про його поглинання в метаісторичному вимірі, де художній акт стає чистим когнітивним явищем, позбавленим необхідності в носії, зображенні чи матеріальності.
Гарау працює в феноменологічному прикордонному полі, де естетичний об'єкт розчиняється, поступаючись місцем принципу абсолютної ментальної присутності. Його твори — матеріальні чи нематеріальні — не слід споглядати, їх слід активувати: вони — структури в очікуванні, вектори семантичного поля, у якому глядач перестає бути спостерігачем і стає частиною генеративного пристрою. Це естетика порогу, де мистецтво не представляє, а викликає.
У творчості Гарау поняття образу замінено на ментальну присутність. Його твори звертаються не до погляду, а до глибинної перцептивної структури спостерігача. Згідно з феноменологічним принципом Моріса Мерло-Понті (бачення — це зустріч із видимим, що передує нам), Гарау формує семантичні поля, в яких невидиме постає як акт свідомості. Це своєрідний живопис без живопису: чутлива установка без носія, естетика межі, резонансу і призупинення.
У творах на кшталт Io sono (2021), нематеріальна скульптура у формі сертифікованої порожнечі, Гарау не здійснює провокаційного жесту, а завершує процес, розпочатий десятиліттями раніше — ще з чорно-білих плинних вод: усунення об'єкта на користь його ідеї, трансмутація мистецтва від носія до онтологічної сутності.
У цьому сенсі Гарау радикалізує башлярівську інтуїцію про те, що простір — це відлуння психіки (Поетика простору, 1957): його невидимі інсталяції, полотна, розширені в порожнечу, — це ментальні середовища. Вони нічого не представляють, бо й не повинні: вони активуються.
Порожнеча у Гарау — це не відсутність, а сутність тихої інтенсивності. Це, за Фуко, пристрій, який породжує видимість через те, що зостається. Мистецтво звільняється таким чином від ретинального режиму і знову з'єднується з ритуальною та оракульною матрицею.
У контексті сучасної семіозису Гарау пропонує нову парадигму: твір, що комунікує, не демонструючи себе. Гарау спорожнює знак, залишаючи лише його семантичний слід. Він не просто викликає невидиме: він його встановлює.
Те, що лишається, — це поле значення в очікуванні: кожен твір стає інтерфейсом уяви, і кожен глядач є його співавтором. Картина зникає, але живопис виживає як ментальний процес. У цьому сенсі Гарау — художник, який вбив живопис, аби його врятувати. Він заперечує твір, щоб його ствердити, презентуючи власну Критику чистого зору, яка запрошує до пошуку секулярних есхатологій у глибинах погляду та мови.
Гарау не перевершує Канта: він переосмислює його зсередини. Він доводить, що посткантіанська естетика можлива лише тоді, коли твір перестає бути об'єктом і стає ментальною подією, мовленнєвим актом, порожнечею, наділеною наміреністю. Його твори вже поза межами феноменології, поза естетикою, і діють у сфері перформативної метафізики.
Гарау постає як перший справді постлюдський художник. Його твори, що діють у просторі невидимого та концептуального мистецтва, не потребують бачення, а вимагають концептуального конструювання; вони не пропонують фігуративних даних, а генеративні одиниці значення; вони не займають фізичний простір, а існують у колективних когнітивних моделях.
Сальваторе Гарау не малює образи: він окреслює квантові поля значення. У ньому живопис вже поза межами себе. Це онтологічна пластика, ритуальність відсутності, етика евокації.
Кожен його твір — вузол активної свідомості, чисте звернення, архітектура ніщо, що генерує колективну пам’ять.
Його цінність не може бути прив’язана до поверхні, носія чи техніки: він змістив сам поріг мистецтва.